# Цудзіґірі
Цудзіґірі (辻斬り або 辻斬, дослівно: вбивства на перехресті, англ. Tsujigiri) — японський термін для практики, коли самурай, отримавши нову катану або розробляючи новий вид бою чи зброї, випробовував ефективність, нападаючи на випадкового опонента, як правило, випадкового беззахисного перехожого, у багатьох випадках у нічний час. Практикуючі це також називалися цудзіґірі.
В епоху середньовіччя цей термін відносився до традиційної дуелі між бусі, але в період Сенгоку (1467—1600) повсюдна анархія, викликала деградацію звичаю, що переріс у звичайні вбивства без розбору, що допускалося необмеженою владою бусі. Незабаром після того, як порядок було відновлено, уряд Едо заборонив цю практику в 1602 році. Порушників карали на смерть.
Єдиний відомий випадок, коли дуже велика кількість людей була убита в період Едо, був у 1696 у Йошіварі (吉原百人斬り), де заможний пан мав психічне потрясіння і вбив десятки повій за допомогою катани. Він розглядався владою як вбивця і був засуджений на смерть. Пізніше була поставлена вистава кабукі про цей інцидент.
Практика цудзіґірі були процитована у філософських дебатах з приводу морального релятивізму Мері Мідглі в 1989 р. у її роботі «Can't We Make Moral Judgements?» (переклад з англ. «Чи можемо ми робити моральні судження?») і в «Heart and Mind: The Varieties of Moral Experience» (переклад з англ. «Серце і розум: Різновиди морального переживання») (1981).